# Ferdinand Moritz von Mengersen
Ferdinand Moritz Falco Franz von Mengersen (* 1706; † 1788) war Landkomtur der Ballei Westfalen des deutschen Ordens sowie Konferenzminister des Hochmeisters Karl Alexander von Lothringen und kurkölnischer Generalleutnant. 

## Leben
Er entstammte dem Adelsgeschlecht von Mengersen und war Sohn von Burchard Bruno von Mengersen und Maria Therese geb. von Hörde.
Er war seit 1731 Ritter der Ballei Westfalen. Zwischen 1737 und 1746 war er Komtur der Kommende Brackel. Im Jahr 1740 wurde er zum Statthalter der Ballei Westfalen ernannt. Zwischen 1741 und 1788 war er Landkomtur der Ballei Westfalen mit Sitz in der Kommende Mülheim. Er war auch Komtur von Osnabrück (1740–1788). 
Mengersen war Inhaber des fürstbischöflich paderbornischen Infanterieregiments „Mengersen zu Fuß“ während des Siebenjährigen Krieges sowie Kriegsrat des Hochstifts Münster und Kurkölns.
Begraben liegt er in Rheder.